# Peulawi
Peulawi is een bestuurslaag in het regentschap Aceh Timur van de provincie Atjeh, Indonesië. Peulawi telt 439 inwoners (volkstelling 2010).